# مترو ساو باولو

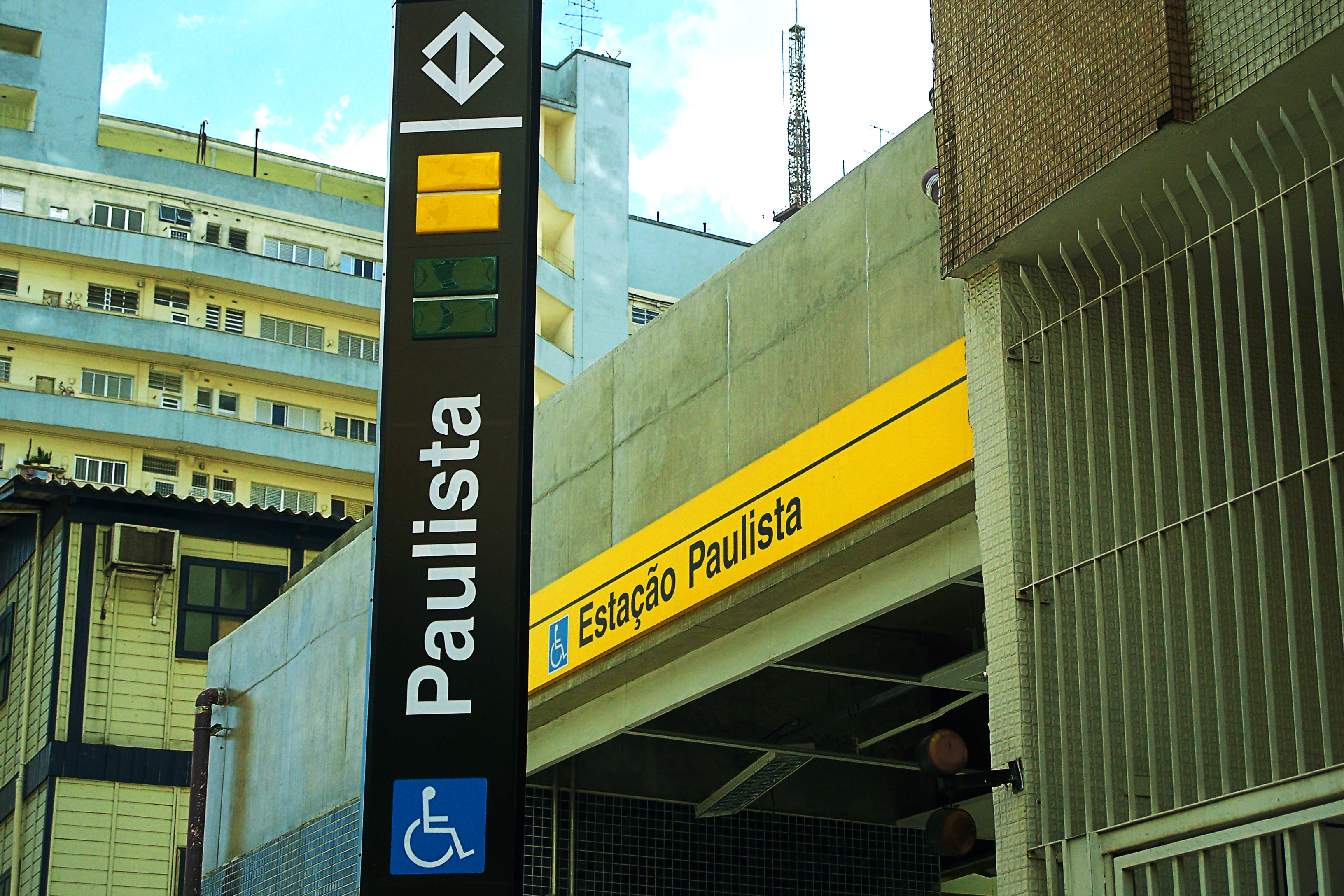
مترو ساو باولو (محطة باوليستا)

مترو ساو باولو هو نظام مترو الانفاق الكبير الذي يخدم مدينة ساو باولو، وهو واحد من أكبر نظم مترو الأنفاق في العالم،. بشبكة طولها الإجمالي 69 كيلومترا و 60 محطة، يتنقل به يوميا حوالي 3,4 مليون راكب، يضم حاليا خمسة خطوط.

## وصلات خارجية
- -الموقع اقائمة محطات مترو ساو باولو